# Jamaica International Invitational 2017
Il Jamaica International Invitational 2017 è stato la 14ª edizione dell'annuale meeting di atletica leggera; le competizioni hanno avuto luogo all'Independence Park di Kingston, il 20 maggio 2017. Il meeting è stato anche la tappa inaugurale del circuito World Challenge 2017.

## Risultati[1]

### Uomini
| Specialità       | 1º classificato | Prestazione | 2º classificato  | Prestazione | 3º classificato  | Prestazione |
| 100 m            | Yohan Blake     | 9"93        | Ronnie Baker     | 9"98        | Mike Rodgers     | 10"02       |
| 200 m            | Andre De Grasse | 20"14       | LaShawn Merritt  | 20"28       | Zharnel Hughes   | 20"29       |
| 400 m            | Demish Gaye     | 45"08       | Kévin Borlée     | 45"52       | Tony McQuay      | 45"73       |
| 3000 m           | Jack Rayner     | 7'52"70     | Andrew Bayer     | 7'52"79     | Trevor Dunbar    | 7'52"98     |
| 110 m ostacoli   | Aleec Harris    | 13"22       | Devon Allen      | 13"28       | Jarret Eaton     | 13"50       |
| 400 m ostacoli   | Kyron McMaster  | 47"80       | Jaheel Hyde      | 48"52       | Bershawn Jackson | 48"63       |
| Salto con l'asta | Sam Kendricks   | 5,80 m      | Logan Cunningham | 5,50 m      | Shawnacy Barber  | 5,40 m      |
| Lancio del disco | Fedrick Dacres  | 66,36 m     | Andrew Evans     | 64,48 m     | Chad Wright      | 62,53 m     |

### Donne
| Specialità             | 1ª classificata        | Prestazione | 2ª classificata     | Prestazione | 3ª classificata    | Prestazione |
| 100 m                  | Morolake Akinosun      | 11"06       | Michelle-Lee Ahye   | 11"06       | Allyson Felix      | 11"07       |
| 200 m                  | Elaine Thompson        | 22"09       | Shericka Jackson    | 22"61       | Shalonda Solomon   | 22"64       |
| 400 m                  | Novlene Williams-Mills | 50"54       | Phyllis Francis     | 50"66       | Natasha Hastings   | 51"20       |
| 800 m                  | Charlene Lipsey        | 2'01"09     | Natoya Goule        | 2'01"80     | Chrishuna Williams | 2'02"71     |
| 3000 m siepi           | Aisha Praught-Leer     | 9'31"85     | Sarah Pease         | 9'48"89     | Jessica Kamilos    | 10'02"03    |
| 100 m ostacoli         | Sharika Nelvis         | 12"64       | Jasmin Stowers      | 12"68       | Danielle Williams  | 12"78       |
| Salto in alto          | Levern Spencer         | 1,90 m      | Alyxandria Treasure | 1,90 m      | Brigetta Barrett   | 1,85 m      |
| Salto triplo           | Caterine Ibargüen      | 14,43 m     | Shanieka Ricketts   | 13,69 m     | Tamara Myers       | 13,62 m     |
| Lancio del giavellotto | Elizabeth Gleadle      | 60,79 m     | Maggie Malone       | 55,94 m     | Olivia Leckford    | 51,44 m     |